# سيولا (مغنية)
كيم هيون جونج المعروفة مهنيًا بإسم سيولا (بالكورية: 설아)‏ ولدت في 24 ديسمبر 1994 في سول، كوريا الجنوبية. هي مغنية وممثلة كورية جنوبية.

## روابط خارجية
- سيولا على موقع IMDb (الإنجليزية)
- سيولا على موقع ميوزك برينز (الإنجليزية)
- سيولا على موقع ديسكوغز (الإنجليزية)
- سيولا على موقع قاعدة بيانات الفيلم (الإنجليزية)